# キッティング
キッティング（英: kitting）は、情報システムやIT機器の導入において、パソコンやスマートフォンなどの端末に対し、必要な設定・アプリケーションのインストール・ネットワーク接続・資産管理ラベルの貼付などを事前に実施する作業を指す。
企業や組織におけるIT資産の初期導入時に行われることが多く、IT運用管理プロセスの一部として位置づけられている。

## 背景
従業員の入社や部署異動に伴い、新たなIT端末を迅速に業務利用可能な状態にするため、端末設定作業の標準化・効率化が求められている。特にリモートワークやBYOD（私的端末の業務利用）の増加により、セキュリティポリシーやアカウント設定の事前統一の重要性が指摘されている。このような背景から、IT部門または外部ベンダーによってキッティング作業が行われるケースが多い。
近年では、端末キッティングを自動化・標準化するSaaS型プラットフォームやアウトソーシングサービスも提供されており、NTT東日本、富士通、ジョーシスなどがサービス提供事例として紹介されている。

## 主な作業内容
キッティングに含まれる主な作業には、以下のようなものがある。
- OSの初期設定およびアップデートの適用
- 業務用ソフトウェア・アプリケーションのインストール
- ウイルス対策ソフト・セキュリティポリシーの導入
- ユーザーアカウントの事前作成またはSAML/SSO連携の設定
- 無線LAN・VPNなどのネットワーク接続設定
- 資産管理タグの貼付・端末情報の管理台帳登録
- 梱包・出荷（遠隔地への端末配送を伴う場合）

## 導入効果
一部の調査では、キッティング作業を標準化または外部委託することにより、以下のような効果が報告されている。
- IT部門の作業負担軽減とコスト削減
- セキュリティ統制の強化（共通ポリシー適用、誤設定の削減）
- 配布後の初期トラブル発生率の低下
- 業務開始までのリードタイム短縮（入社初日からの即利用）

出典：

## 課題
一方で、キッティングには以下のような課題も指摘されている。
- カスタマイズ対応の煩雑さ（部署や業務内容による差異への対応）
- ソフトウェアライセンスの一元管理の必要性
- 外部委託時の品質管理と情報漏洩リスク

出典：